# Formule 1 in 1963
Het Formule 1-seizoen 1963 was het 14de FIA Formula One World Championship seizoen. Het begon op 26 mei en eindigde op 28 december na tien races.
- Jim Clark werd voor het eerst wereldkampioen na zeven overwinningen.
- Net als in 1961 en 1962 werden banden geleverd door slechts één fabrikant, alle teams reden met Dunlop-banden.

## Kalender
| GP nr. | Ronde | Grand Prix                 | Circuit                      | Plaats                  | Datum       |
| ------ | ----- | -------------------------- | ---------------------------- | ----------------------- | ----------- |
| 112    | 1     | GP van Monaco              | Circuit de Monaco            | Monte Carlo             | 26 mei      |
| 113    | 2     | GP van België              | Circuit de Spa-Francorchamps | Stavelot                | 9 juni      |
| 114    | 3     | GP van Nederland           | Circuit Park Zandvoort       | Zandvoort               | 23 juni     |
| 115    | 4     | GP van Frankrijk           | Circuit de Reims-Gueux       | Reims                   | 30 juni     |
| 116    | 5     | GP van Groot-Brittannië    | Silverstone Circuit          | Silverstone             | 20 juli     |
| 117    | 6     | GP van Duitsland           | Nürburgring Nordschleife     | Nürburg                 | 4 augustus  |
| 118    | 7     | GP van Italië              | Autodromo Nazionale Monza    | Monza                   | 8 september |
| 119    | 8     | GP van de Verenigde Staten | Watkins Glen International   | Watkins Glen (New York) | 6 oktober   |
| 120    | 9     | GP van Mexico              | Magdalena Mixhuca Circuit    | Mexico-Stad             | 27 oktober  |
| 121    | 10    | GP van Zuid-Afrika         | Prince George Circuit        | Oos-Londen              | 28 december |

## Resultaten en klassement

### Grands Prix
| Ronde | Grand Prix                 | Poleposition | Snelste ronde | Winnende coureur | Winnende constructeur | Banden | Verslag |
| ----- | -------------------------- | ------------ | ------------- | ---------------- | --------------------- | ------ | ------- |
| 1     | GP van Monaco              | Jim Clark    | John Surtees  | Graham Hill      | BRM                   | D      | Verslag |
| 2     | GP van België              | Graham Hill  | Jim Clark     | Jim Clark        | Lotus-Climax          | D      | Verslag |
| 3     | GP van Nederland           | Jim Clark    | Jim Clark     | Jim Clark        | Lotus-Climax          | D      | Verslag |
| 4     | GP van Frankrijk           | Jim Clark    | Jim Clark     | Jim Clark        | Lotus-Climax          | D      | Verslag |
| 5     | GP van Groot-Brittannië    | Jim Clark    | John Surtees  | Jim Clark        | Lotus-Climax          | D      | Verslag |
| 6     | GP van Duitsland           | Jim Clark    | John Surtees  | John Surtees     | Ferrari               | D      | Verslag |
| 7     | GP van Italië              | John Surtees | Jim Clark     | Jim Clark        | Lotus-Climax          | D      | Verslag |
| 8     | GP van de Verenigde Staten | Graham Hill  | Jim Clark     | Graham Hill      | BRM                   | D      | Verslag |
| 9     | GP van Mexico              | Jim Clark    | Jim Clark     | Jim Clark        | Lotus-Climax          | D      | Verslag |
| 10    | GP van Zuid-Afrika         | Jim Clark    | Dan Gurney    | Jim Clark        | Lotus-Climax          | D      | Verslag |

### Puntentelling
Punten worden toegekend aan de top zes geklasseerde coureurs. 
| Positie | 01e0 | 02e0 | 03e0 | 04e0 | 05e0 | 06e0 |
| Punten  | 9    | 6    | 4    | 3    | 2    | 1    |

### Klassement bij de coureurs
Slechts de beste zes van de tien resultaten telden voor het kampioenschap, resultaten die tussen haakjes staan telden daarom niet mee voor het kampioenschap. Bij "Punten" staan de getelde kampioenschapspunten gevolgd door de totaal behaalde punten tussen haakjes.
| Pos.                   | Coureur                 | MON | BEL  | NED | FRA | GBR | DUI  | ITA  | VST  | MEX | ZAF  | Punten  |
| ---------------------- | ----------------------- | --- | ---- | --- | --- | --- | ---- | ---- | ---- | --- | ---- | ------- |
| 1                      | Jim Clark               | 8P  | 1S   | 1PS | 1PS | 1P  | (2)P | 1S   | (3)S | 1PS | (1)P | 54 (73) |
| 2                      | Graham Hill             | 1   | DNFP | DNF | 3‡  | 3   | DNF  | 16   | 1P   | 4   | 3    | 29      |
| 3                      | Richie Ginther          | 2   | 4    | (5) | DNF | (4) | 3    | 2    | 2    | 3   | DNF  | 29 (34) |
| 4                      | John Surtees            | 4S  | DNF  | 3   | DNF | 2S  | 1S   | DNFP | 9    | DSQ | DNF  | 22      |
| 5                      | Dan Gurney              | DNF | 3    | 2   | 5   | DNF | DNF  | 14   | DNF  | 6   | 2S   | 19      |
| 6                      | Bruce McLaren           | 3   | 2    | DNF | 12  | DNF | DNF  | 3    | 11   | DNF | 4    | 17      |
| 7                      | Jack Brabham            | 9   | DNF  | DNF | 4   | DNF | 7    | 5    | 4    | 2   | 13   | 14      |
| 8                      | Tony Maggs              | 5   | 7    | DNF | 2   | 9   | DNF  | 6    | DNF  | DNF | 7    | 9       |
| 9                      | Innes Ireland           | DNF | DNF  | 4   | 9   | DNF | DNF  | 4    |      |     |      | 6       |
| 10                     | Lorenzo Bandini         |     |      |     | 10  | 5   | DNF  | DNF  | 5    | DNF | 5    | 6       |
| 11                     | Jo Bonnier              | 7   | 5    | 11  | NC  | DNF | 6    | 7    | 8    | 5   | 6    | 6       |
| 12                     | Gerhard Mitter          |     |      | DNF |     |     | 4    |      |      |     |      | 3       |
| 13                     | Jim Hall                | DNF | DNF  | 8   | 11  | 6   | 5    | 8    | 10   | 8   |      | 3       |
| 14                     | Carel Godin de Beaufort |     | 6    | 9   |     | 10  | DNF  | DNQ  | 6    | 10  | 10   | 2       |
| 15                     | Jo Siffert              | DNF | DNF  | 7   | 6   | DNF | 9    | DNF  | DNF  | 9   |      | 1       |
| 16                     | Trevor Taylor           | 6   | DNF  | 10  | 13  | DNF | 8    |      | DNF  | DNF | 8    | 1       |
| 17                     | Ludovico Scarfiotti     |     |      | 6   | DNS |     |      |      |      |     |      | 1       |
| 18                     | Chris Amon              | DNS | DNF  | DNF | 7   | 7   | DNF  | DNS  |      | DNF |      | 0       |
| 19                     | Hap Sharp               |     |      |     |     |     |      |      | DNF  | 7   |      | 0       |
| 20                     | Peter Broeker           |     |      |     |     |     |      |      | 7    |     |      | 0       |
| 21                     | Maurice Trintignant     | DNF |      |     | 8   |     |      | 9    |      |     |      | 0       |
| 22                     | Mike Hailwood           |     |      |     |     | 8   |      | 10   |      |     |      | 0       |
| 23                     | Tony Settember          |     | 8    |     | DNF | DNF | DNF  | DNQ  |      |     |      | 0       |
| 24                     | John Love               |     |      |     |     |     |      |      |      |     | 9    | 0       |
| 25                     | Bernard Collomb         | DNQ |      |     |     |     | 10   |      |      |     |      | 0       |
| 26                     | Phil Hill               |     | DNF  | DNF | NC  |     |      | 11   | DNF  | DNF |      | 0       |
| 27                     | Masten Gregory          |     |      |     | DNF | 11  |      | DNF  | DNF  | DNF |      | 0       |
| 28                     | Moisés Solana           |     |      |     |     |     |      |      |      | 11  |      | 0       |
| 28                     | Doug Serrurier          |     |      |     |     |     |      |      |      |     | 11   | 0       |
| 30                     | Bob Anderson            |     |      |     |     | 12  |      | 12   |      |     |      | 0       |
| 31                     | Trevor Blokdyk          |     |      |     |     |     |      |      |      |     | 12   | 0       |
| 32                     | John Campbell-Jones     |     |      |     |     | 13  |      |      |      |     |      | 0       |
| 32                     | Mike Spence             |     |      |     |     |     |      | 13   |      |     |      | 0       |
| 34                     | Brausch Niemann         |     |      |     |     |     |      |      |      |     | 14   | 0       |
| 35                     | Giancarlo Baghetti      |     | DNF  | DNF |     |     |      | 15   | DNF  | DNF |      | 0       |
|                        | Willy Mairesse          | DNF | DNF  |     |     |     | DNF  |      |      |     |      | 0       |
| Ian Burgess            |                         |     |      |     | DNF | DNF |      |      |      |     | 0    |         |
| Pedro Rodriguez        |                         |     |      |     |     |     |      | DNF  | DNF  |     | 0    |         |
| Ian Raby               |                         |     |      |     | DNF | DNQ | DNQ  |      |      |     | 0    |         |
| Lucien Bianchi         |                         | DNF |      |     |     |     |      |      |      |     | 0    |         |
| Mário de Araújo Cabral |                         |     |      |     |     | DNF | DNS  |      |      |     | 0    |         |
| Rodger Ward            |                         |     |      |     |     |     |      | DNF  |      |     | 0    |         |
| Peter de Klerk         |                         |     |      |     |     |     |      |      |      | DNF | 0    |         |
| Sam Tingle             |                         |     |      |     |     |     |      |      |      | DNF | 0    |         |
| Ernie Pieterse         |                         |     |      |     |     |     |      |      |      | DNF | 0    |         |
| David Prophet          |                         |     |      |     |     |     |      |      |      | DNF | 0    |         |
| André Pilette          |                         |     |      |     |     | DNQ | DNQ  |      |      |     | 0    |         |
| Tim Parnell            |                         |     |      |     |     | DNQ |      |      |      |     | 0    |         |
| Kurt Kuhnke            |                         |     |      |     |     | DNQ |      |      |      |     | 0    |         |
| Roberto Lippi          |                         |     |      |     |     |     | DNQ  |      |      |     | 0    |         |
| Ernesto Brambilla      |                         |     |      |     |     |     | DNQ  |      |      |     | 0    |         |
| Frank Dochnal          |                         |     |      |     |     |     |      |      | DNQ  |     | 0    |         |
| Paddy Driver           |                         |     |      |     |     |     |      |      |      | DNS | 0    |         |
| Pos.                   | Coureur                 | MON | BEL  | NED | FRA | GBR | DUI  | ITA  | VST  | MEX | ZAF  | Punten  |

| Resultaat                       |
| ------------------------------- |
| Winnaar                         |
| Tweede plaats                   |
| Derde plaats                    |
| Gefinisht (punten behaald)      |
| Gefinisht (geen punten behaald) |
| Niet geklasseerd (NC)           |
| Uitgevallen (DNF)               |
| Niet gekwalificeerd (DNQ)       |
| Gediskwalificeerd (DSQ)         |
| Niet gestart (DNS)              |
| Gewond (INJ)                    |
| Uitgesloten (EX)                |
| Teruggetrokken (WD)             |
| Niet deelgenomen (blanco cel)   |
| P Pole position                 |
| S Snelste ronde                 |

Opmerkingen:

‡ Geen punten toegekend omdat de wagen van Graham Hill geduwd werd bij de start.

### Klassement bij de constructeurs
Alleen het beste resultaat per race telt mee voor het constructeurskampioenschap.

De zes beste resultaten tellen mee voor de eindstand. Bij "Punten" staan getelde kampioenschapspunten gevolgd door de totaal behaalde punten tussen haakjes.
| Pos.              | Constructeur    | MON  | BEL  | NED | FRA | GBR | DUI  | ITA  | VST  | MEX | ZAF  | Punten  |
| ----------------- | --------------- | ---- | ---- | --- | --- | --- | ---- | ---- | ---- | --- | ---- | ------- |
| 1                 | Lotus-Climax    | (6)P | 1S   | 1PS | 1PS | 1P  | (2)P | 1S   | (3)S | 1PS | (1)P | 54 (74) |
| 2                 | BRM             | 1    | (4)P | (5) | 3‡  | 3   | 3    | 2    | 1P   | 3   | (3)  | 36 (45) |
| 3                 | Brabham-Climax  | DNF  | 3    | 2   | 4   | DNF | 7    | (5)  | 4    | 2   | 2S   | 28 (30) |
| 4                 | Ferrari         | 4S   | DNF  | 3   | DNF | 2S  | 1S   | DNFP | 5    | DNF | 5    | 26      |
| 5                 | Cooper-Climax   | 3    | 2    | 11  | 2   | 9   | (6)  | 3    | 8    | 5   | 4    | 25 (26) |
| 6                 | BRP-BRM         |      | DNF  | 4   | 9   | DNF |      | 4    | WD   | WD  |      | 6       |
| 7                 | Porsche         | WD   | 6    | 9   |     | 10  | 4    | DNQ  | 6    | 10  | 10   | 5       |
| 8                 | Lotus-BRM       | DNF  | DNF  | 7   | 6   | 6   | 5    | 8    | 10   | 7   | DNS  | 4       |
| 9                 | Lola-Climax     | DNF  | DNF  | DNF | 7   | 7   | DNF  | 10   | DNF  | DNF | WD   | 0       |
| 10                | Stebro-Ford     |      |      |     |     |     |      |      | 7    |     |      | 0       |
| 11                | Scirocco-BRM    | WD   | 8    | WD  | DNF | DNF | DNF  | DNQ  |      |     |      | 0       |
| 12                | ATS             | WD   | DNF  | DNF | WD  | WD  | WD   | 11   | DNF  | DNF |      | 0       |
| 13                | LDS-Alfa Romeo  |      |      |     |     |     |      |      |      |     | 11   | 0       |
| 14                | Cooper-Maserati |      |      |     |     |     |      | DNQ  |      |     | 12   | 0       |
| 15                | Lotus-Ford      |      |      |     |     |     |      |      |      |     | 14   | 0       |
|                   | Gilby-BRM       |      |      |     |     | DNF | DNQ  | DNQ  |      |     |      | 0       |
| Alfa Romeo        |                 |      |      |     |     |     |      |      |      | DNF | 0    |         |
| Lotus-Borgward    |                 |      |      |     |     | DNQ |      |      |      |     | 0    |         |
| De Tomaso-Ferrari | WD              |      |      | WD  | DNP |     | DNQ  |      |      |     | 0    |         |
| Pos.              | Constructeur    | MON  | BEL  | NED | FRA | GBR | DUI  | ITA  | VST  | MEX | ZAF  | Punten  |

| Resultaat                       |
| ------------------------------- |
| Winnaar                         |
| Tweede plaats                   |
| Derde plaats                    |
| Gefinisht (punten behaald)      |
| Gefinisht (geen punten behaald) |
| Niet geklasseerd (NC)           |
| Uitgevallen (DNF)               |
| Niet gekwalificeerd (DNQ)       |
| Gediskwalificeerd (DSQ)         |
| Niet gestart (DNS)              |
| Gewond (INJ)                    |
| Uitgesloten (EX)                |
| Teruggetrokken (WD)             |
| Niet deelgenomen (blanco cel)   |
| P Pole position                 |
| S Snelste ronde                 |

Opmerkingen:

‡ Geen punten toegekend omdat de wagen van Graham Hill geduwd werd bij de start.
1950 · 1951 · 1952 · 1953 · 1954 · 1955 · 1956 · 1957 · 1958 · 1959 · 1960 · 1961 · 1962 · 1963 · 1964 · 1965 · 1966 · 1967 · 1968 · 1969 · 1970 · 1971 · 1972 · 1973 · 1974 · 1975 · 1976 · 1977 · 1978 · 1979 · 1980 · 1981 · 1982 · 1983 · 1984 · 1985 · 1986 · 1987 · 1988 · 1989 · 1990 · 1991 · 1992 · 1993 · 1994 · 1995 · 1996 · 1997 · 1998 · 1999 · 2000 · 2001 · 2002 · 2003 · 2004 · 2005 · 2006 · 2007 · 2008 · 2009 · 2010 · 2011 · 2012 · 2013 · 2014 · 2015 · 2016 · 2017 · 2018 · 2019 · 2020 · 2021 · 2022 · 2023 · 2024 · 2025 · 2026 
 Lijst van Formule 1 Grand Prix-wedstrijden